# 乌孜别克语
乌兹别克语或乌孜别克语（简称乌语），通行地區遍布乌兹别克斯坦、其他中亚国家、阿富汗北部和中国新疆等地，是乌兹别克斯坦唯一的官方语言。至2025年，该语言的母语使用者约有3400万，绝大多数使用者居住于乌兹别克斯坦。
乌兹别克语属于突厥语系葛逻禄语支，也是西葛逻禄语支唯一的一种语言。乌兹别克语分为三大方言群，克普恰克方言群，乌古斯方言群及东南方言群。标准乌兹别克语以塔什干－费尔干纳土语群为基础制定，结合了塔什干方言的语音作为标准语的规范。
乌兹别克语作为察合台语的后裔之一被认为与现代维吾尔语密切相关，在语法上与维吾尔语十分相近，但标准乌兹别克语的一些词汇（特别是外来词）与维吾尔语并不相同，因此只能与维吾尔语进行口語交流。乌兹别克语也深受邻近语言的影响，如其语言中存在大量的阿拉伯语、俄罗斯语、波斯语甚至法语借词，发音也受到伊朗语族语言的影响。
乌兹别克语的具有多种书写系统。历史上，乌兹别克语使用察合台文书写，现代乌兹别克斯坦境内的乌兹别克语一般使用拉丁字母和西里尔字母书写，阿富汗境内的乌兹别克语则使用传统的波斯-阿拉伯字母拼写。

## 使用族群及现状
乌兹别克语是乌兹别克族的母语。乌兹别克族约有三千余万人，多数位于乌兹别克斯坦，其余散布于中亚诸国、阿富汗以及中国新疆。多数乌兹别克族操乌兹别克语，由于历史和政治的缘故，也有许多乌兹别克族人也能掌握其他语言或转用其他语言。在乌兹别克斯坦和阿富汗，乌兹别克语具有官方语言的地位。中国境内有约一万余名乌孜别克族人，中华人民共和国成立后，中国境内的乌孜别克族长期与维吾尔族、哈萨克族混居，逐渐转用维吾尔语、哈萨克语等语言，而乌孜别克语的使用人数已经很少，因此乌孜别克语在中国已经处于处于濒危状态。
不同的来源对乌兹别克语使用者的数量估计相差较大。瑞典《国家百科全书》估计乌兹别克语母语人数为3000万，中央情报局《世界概况》估计为2500万。根据不同来源的估计，乌兹别克斯坦的乌兹别克语使用者人数为2100万人，阿富汗为340万人，塔吉克斯坦为90万人，吉尔吉斯斯坦为80万人，哈萨克斯坦为50万人，土库曼斯坦为30万人，俄罗斯为30万人。土耳其境内也有少数乌兹别克族难民，使用南乌兹别克语。

## 历史与文字
在突厥民族迁来之前，今乌兹别克斯坦一带为粟特人聚居区，使用伊朗语族的语言。公元7世纪，突厥汗国兴起，征服了这一区域，说古突厥语的突厥人定居阿姆河、锡尔河和扎拉夫尚河流域，在此后的数个世纪中，突厥人逐渐驱逐或同化了居住于此的伊朗语族居民，突厥语族语言遂成为了这一区域的通行语言。9世纪至12世纪，该地区属于喀喇汗国统治，喀喇汗国信奉伊斯兰教，期间中亚突厥语引入了大量阿拉伯语和波斯语词汇，并改由阿拉伯字母书写，形成了哈卡尼亚语，在察合台汗国时期哈卡尼亚语经过进一步发展逐渐形成了察合台语，而察合台语使用的察合台文则成为中亚地区突厥语言的共同书面语。
在长期的历史发展中，乌兹别克语逐渐由察合台语分化出来，但其书面语依然与当时的维吾尔语一样使用察合台文。19世纪开始，察合台文不再用于诗歌创作并走向式微。察合台文不能精确表达口语，言文不一致导致乌兹别克斯坦文盲率较高。1921年，苏维埃政权对乌兹别克语对原有的字母进行了删改，形成了一套能够较好的表达口语的，地方化的书写口语的书写系统。1929年，在苏联政府的支持下，乌兹别克斯坦放弃使用阿拉伯字母而改用拉丁字母，这套拉丁字母被称为Yanalif字母。1936年，Ə ə, Ө ө, Y y, Ь ь 四个字母被删除，仅仅四年后，乌兹别克语又改用西里尔字母。在苏联统治期间，乌兹别克语的使用受到限制，同时乌兹别克语也在此时吸收了大量的俄语词汇。中国境内的乌孜别克语在中华人民共和国成立后亦吸收了大批汉语词汇。乌兹别克斯坦的乌兹别克语与中国境内的乌孜别克语并不完全相同。中国境内的乌孜别克语在读音及语法上几乎与维吾尔语完全吻合，而乌兹别克斯坦的标准乌兹别克语在语法及多数单词上与维吾尔语有差别。
苏联解体后的1993年，乌兹别克斯坦推行“去俄罗斯化”政策，将乌兹别克语确立为乌兹别克斯坦唯一官方语言并再次改用拉丁字母。然而乌兹别克语的拉丁化进程进展较为缓慢，乌兹别克斯坦政府一再推迟拉丁化完成的最后期限。至今西里尔字母仍广泛使用于许多领域。阿富汗境内的乌兹别克语则一直使用阿拉伯字母。

## 音系

### 元音
标准乌兹别克语有a,e,i,o,oʻ,u六个元音字母，这六个字母在不同的发音规则中对应有[a][æ] [e] [i][ı] [o] [ö] [u]八种发音。标准乌兹别克语没有ü字母及对应发音。同大多数突厥语言不同，标准乌兹别克语元音发音饱满，词首元音音素不需弱化发音。
此外，标准乌兹别克语中的元音和谐律遭到了较大的破坏，因而标准乌兹别克语仅有八个元音音位，相较多数突厥语言少，这是乌兹别克语区别于其它突厥语言的重要特征之一。中国境内的乌孜别克语元音音位更少，仅具有六个元音音位。
中国境内乌孜别克语的元音如下表所示：
|        | 前不圆唇 | 后圆唇 |
| ------ | -------- | ------ |
| 閉元音 | i        | u      |
| 中元音 | e        | o      |
| 開元音 | æ        | ɒ      |

### 辅音
标准乌兹别克语辅音字母有b,ch,d,f,g,gʻ,h,j,k,l,m,n,ng,p,q,r,s,sh,t,v,w,x,y,z。没有c字母。
标准乌兹别克语有25个辅音音位，据《乌孜别克语简志》记载，中国乌孜别克语具有24个辅音音位。乌兹别克语的清塞音、塞擦音通常送气。
标准乌兹别克语中的辅音如表所示。
|             |             | 双唇音 | 齿音 | 齿龈音 | 硬腭音 | 软腭音 | 小舌音 | 聲門音 |
| ----------- | ----------- | ------ | ---- | ------ | ------ | ------ | ------ | ------ |
| 鼻音 (辅音) | 鼻音 (辅音) | m      |      | n      |        | ŋ      |        |        |
| 塞音/塞擦音 | 清音        | p      | t̪    | (t͡s)   | t͡ʃ     | k      | q      | (ʔ)    |
| 塞音/塞擦音 | 浊音        | b      | d̪    |        | d͡ʒ     | ɡ      |        |        |
| 擦音        | 清音        | ɸ      |      | s      | ʃ      |        | χ      | h      |
| 擦音        | 浊音        |        |      | z      | (ʒ)    |        | ʁ      |        |
| 近音        | 近音        |        |      | l      | j      | w      |        |        |
| R音         | R音         |        |      | r      |        |        |        |        |

## 语法和词汇
作为突厥语族语言，乌兹别克语是一种黏着语，没有冠词。词序为主賓動語序（SOV）。词汇有名词性词汇和动词性词汇两大类。名词性词汇包括名词、代词、形容词和一些副词；动词性词汇包括动词和部分副词。
就词汇来源而论，乌兹别克语中有大量的借词。这些借词来自阿拉伯语、波斯语、俄语以及邻近的突厥语言等，中国境内的乌孜别克语还有汉语借词。乌兹别克语中存在俄语借词需按照俄语本身的发音读音并不产生音变。例如papka（文件夹），应按照俄语本身的发音读作/papka/而并非按照乌兹别克语的发音规则读作/papkæ/。乌兹别克语没有可以辨义的声调系统或高低音系统，但具有词重音，其词重音一律落在词汇的最后一个音节上，这使得乌兹别克语中词与词之间的间隔十分明显。
尽管维吾尔语与乌兹别克语较为接近，但是乌兹别克斯坦的乌兹别克语与维吾尔语仍然有一定差别。乌兹别克语的一些基础单词与维吾尔语的单词并不一致，如司机一词在乌兹别克语中為haydovchi，维吾尔语则使用shopur，维吾尔语中没有haydovchi单词。一些单词在标准乌兹别克语与维吾尔语中并不相同。dumba一词在乌兹别克语里表示屁股，然而维吾尔语用该词表示后背。在词缀方面。标准乌兹别克语的现在进行时在词根后缀加-yap，而维吾尔语则缀加-wat。在口语中，乌兹别克人倾向使用形容词加人称后缀表达状态。如：xafaman，我不开心。 而维吾尔人罕用该表达法。同时，乌兹别克语和维吾尔语与土耳其语差别很大。会乌兹别克语与维吾尔语并不能掌握土耳其语。

## 乌兹别克语拉丁字母表
| 拉丁字母 | 西里尔字母 | IPA                    |
| -------- | ---------- | ---------------------- |
| A a      | А а        | /a, æ/                 |
| B b      | Б б        | /b,p/                  |
| D d      | Д д        | /d,t/                  |
| E e      | Е е, Э э   | /e/                    |
| F f      | Ф ф        | /f/                    |
| G g      | Г г        | /g,k/                  |
| H h      | Ҳ ҳ        | /h/                    |
| I i      | И и        | /i, ɨ/                 |
| J j      | Ж ж        | /dʒ/ /ʒ/ /tʃ/ /ʃ/      |
| K k      | К к        | /k/                    |
| L l      | Л л        | /l/                    |
| M m      | М м        | /m/                    |
| N n      | Н н        | /n/                    |
| O o      | О о        | /ɔ/                    |
| P p      | П п        | /p/                    |
| Q q      | Қ қ        | /q/                    |
| R r      | Р р        | /r/                    |
| S s      | С с        | /s/                    |
| T t      | Т т        | /t/                    |
| U u      | У у        | /u/                    |
| V v      | В в        | /w,v,f/                |
| X x      | Х х        | /χ/                    |
| Y y      | Й й        | /j/                    |
| Z z      | З з        | /z,s/                  |
|          | Ў ў        | /ø/                    |
|          | Ғ ғ        | /ʁ/                    |
| Sh sh    | Ш ш        | /ʃ/                    |
| Ch ch    | Ч ч        | /tʃ/                   |
| '        | ъ          | Template:Tutuq belgisi |